# Ilario e Taziano
Ilario, talvolta anche Ilaro o anche Ellero, Ellaro o Elaro (... – Aquileia, 16 marzo 284), e Taziano (... – Aquileia, 16 marzo 284) furono rispettivamente il secondo vescovo di Aquileia e il suo diacono, martirizzati insieme al tempo dell'imperatore Numeriano. Sono venerati come santi dalla Chiesa cattolica, particolarmente nelle zone dell'antica metropolia del patriarcato di Aquileia.
Probabilmente già a partire dal IV secolo, le reliquie dei due martiri furono raccolte in un martyrium ottagonale all'interno della città di Aquileia.
Nel 568, all'arrivo dei Longobardi del re Alboino, il patriarca Paolino I fuggì a Grado con il tesoro della Chiesa e con le reliquie dei martiri aquileiesi, fra cui quelle di Ilario e Taziano.